# اچ‌ام‌اس پاز (۱۸۰۷)
اچ‌ام‌اس پاز (۱۸۰۷) (به انگلیسی: HMS Paz (1807)) یک کشتی است. این کشتی در سال ۱۸۰۴ ساخته شد.